# Jac Bico
Jac Bico (pseudoniem van Jac van Bekhoven, Oosterhout, 29 januari 1957) is een Nederlands gitarist, zanger en songwriter. Bico speelde in uiteenlopende bands, waaronder Loïs Lane, Beeswamp, Powderblue, PiuPiu en Tambourine. Daarnaast werkte hij samen met onder meer Doe Maar, Henny Vrienten, Abel, JP den Tex, Huub van der Lubbe en Jiskefet. Bico schreef ook muziek voor Het Klokhuis en Sesamstraat en maakt tegenwoordig deel uit van The Analogues.
Bico is de broer van journalist Lia van Bekhoven.